# Aeropuerto de Vadsø
El Aeropuerto de Vadsø (en noruego: Vadsø lufthavn) (IATA: VDS, OACI: ENVD) es un aeropuerto regional situado en el municipio de Vadsø, en la provincia de Finnmark, Noruega, y que presta servicio a la ciudad del mismo nombre.

## Aerolíneas y destinos
| Aerolíneas | Destinos                                                                |
| ---------- | ----------------------------------------------------------------------- |
| Widerøe    | Alta, Berlevåg, Båtsfjord, Honningsvåg, Mehamn, Kirkenes, Tromsø, Vardø |

## Estadísticas
Ver fuente y consulta Wikidata.

## Accidentes e incidentes
El 4 de enero de 1984, una avioneta Cessna se estrelló contra el mar tras despegar desde el aeropuerto. Tres personas murieron, aunque no se encontraron los cadáveres ni los restos de la misma, solo partes. Debido a que el aeropuerto estaba desatendido en el momento del accidente, no se informó hasta 14 horas después del suceso.